# Patricia Glinton-Meicholas
Patricia Glinton-Meicholas (nacida en 1950) es una escritora, crítica cultural, historiadora y educadora bahameña.

## Biografía
Glinton nació en Cat Island, Bahamas, y se educó en la Universidad de las Indias Occidentales y la Universidad de Miami. Trabajó como administradora en la universidad deBahamas, donde también ha sido profesora y decana académica. Esta institución educativa le otorgó un premio Lifetime Achievement Award en cultura y literatura en 2014.
Fue la primera mujer en presentar la Conferencia Conmemorativa Sir Lynden Pindling, la primera ganadora del Premio Cacique de Escritura de Bahamas y, en 1998, recibió la Medalla de Plata del Jubileo de la Independencia en Literatura. Su poesía ha aparecido en varias revistas y está incluida en la Antología de poesía caribeña publicada por el Gobierno de Guyana. Su colección de poesía Chasing Light fue finalista en el Concurso Internacional del Premio Proverse 2012 patrocinado por Proverse Publishing Hong Kong.
Fue cofundadora de la Asociación de Estudios Culturales de las Bahamas. Ha escrito y dirigido seis documentales históricos de televisión para el Bahamas National Trust. Igualmente ha escrito varios artículos académicos y publicado una monografía sobre cuentos populares de las Bahamas.